# Marie Kleiber
Pour les articles homonymes, voir Kleiber.
Marie Kleiber est une actrice française.

## Biographie
Enfant, Marie Kleiber tient son unique rôle au cinéma en jouant, aux côtés de Richard Berry et Anémone, le personnage principal du film Le Petit Prince a dit, réalisé par Christine Pascal et sorti en 1992.

## Filmographie

### Cinéma
- 1992 : Le petit prince a dit de Christine Pascal : Violette Leibovich